# The Basement
The Basement (Brasil: Horas de Agonia) é um filme independente americano de suspense e terror com roteiro e direção de Brian M. Conley e Nathan Ives, que o escreveram no outono de 2015 inspirados por filmes como Sleuth, Seven e O Silêncio dos Inocentes.
Estreou em Los  Angeles no festival de cinema Shriekfest dia 7 de outubro de 2017 e teve lançamento limitado nos cinemas e digitalmente dia 15 de setembro de 2018. Estreou na plataforma de streaming  brasileira Looke em abril de 2020, dublado e legendado.

## Sinopse
Um assassino em série do Vale de São Fernando, Los Angeles, conhecido como O Assassino do Signo de Gêmeos, gosta de torturar suas vítimas no porão de sua casa antes de matá-las. Foi noticiado que O Gêmeos já cometeu pelo menos sete assassinatos, todos com requintes de crueldade onde suas vítimas foram mutiladas e decapitadas. Agora o acompanharemos com a sua nova escolha, o famoso músico galã Craig Owen, marido da bela e preocupada Kelly. Para tentar sobreviver, Craig precisará entrar em um jogo psicológico de Gêmeos onde ele projeta sua verdadeira identidade na vítima e se fantasia de outras doze personalidades do seu passado. 

## Elenco
- Jackson Davis como O Gêmeos / Bill Anderson
- Cayleb Long como Craig Owen
- Mischa Barton como Kelly Owen
- Bailey Anne Borders como Bianca
- Tracie Thoms como Lauren
- Kareem J. Grimes como Andre
- Sarah Nicklin como Repórter
- Christa Conley como Mia
- Jessica Sonneborn como Carlee
- Maria Volk como Allison Perry